# Jogo de pegar maçãs
Jogo de Pegar Maçãs (em inglês: Apple bobbing) é um jogo frequentemente jogado no Halloween. O jogo é jogado enchendo uma banheira pequena ou uma grande bacia ou balde com água e colocando as maçãs na água. Como as maçãs são menos densas que a água, elas flutuam na superfície. Os jogadores (geralmente crianças) tentam pegar um com os dentes. O uso de braços não é permitido e as mãos geralmente são amarradas nas costas para evitar trapacear.
Na Escócia, isso pode ser chamado de "dooking" (pode significar " mergulho"). No norte da Inglaterra, o jogo costuma ser chamado de apple ducking ou duck-apple. Na Irlanda, Terra Nova e Labrador, "Snap Apple Night" (significa Noite de Morder as Maçãs) é sinônimo de Halloween.

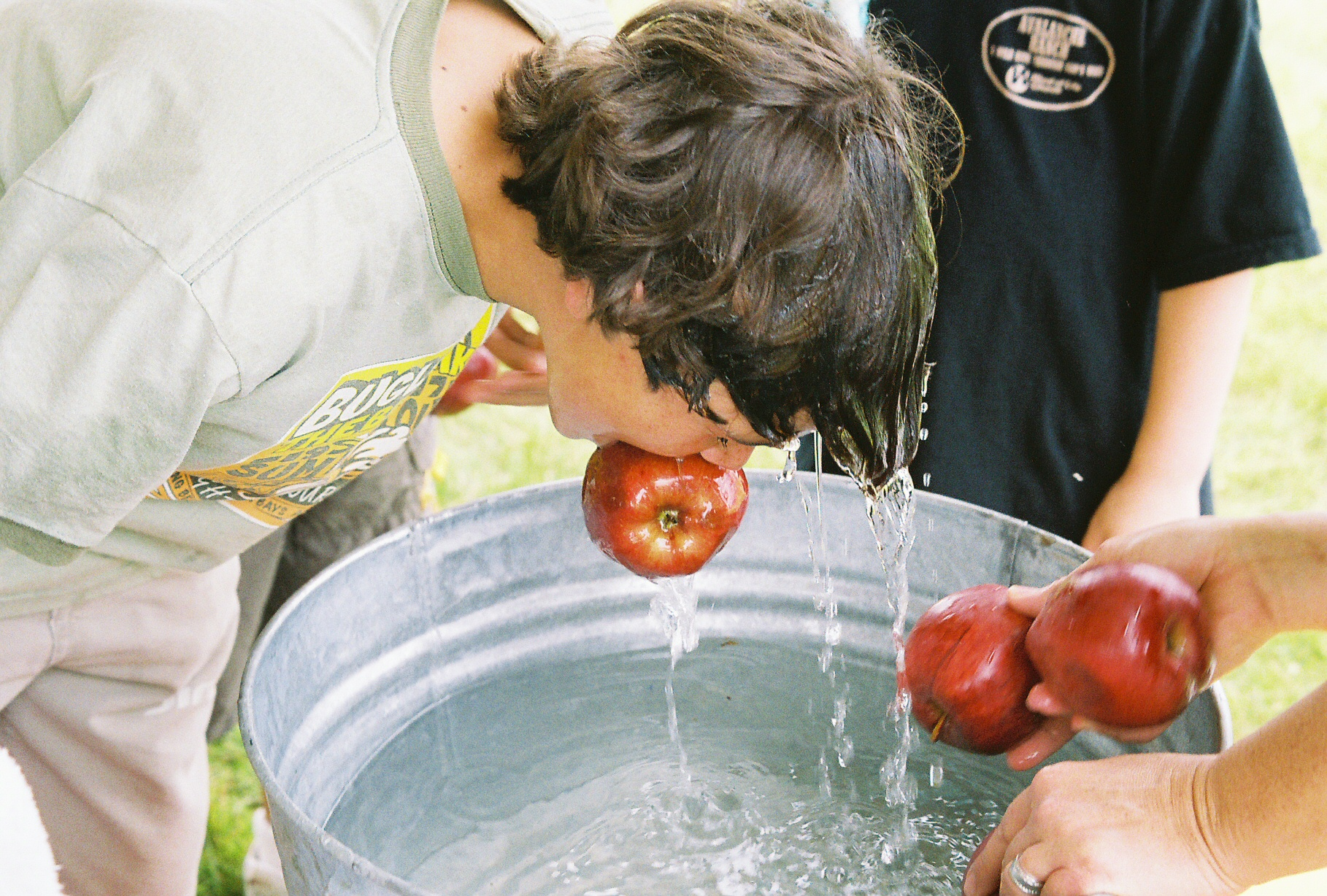
Menino pegando a maçã numa bacia cheia de água

## História
A tradição de buscar maçãs remonta à invasão romana da Grã-Bretanha, quando o exército conquistador fundiu suas próprias celebrações com os tradicionais festivais celtas. Durante uma celebração anual, os jovens solteiros tentam morder uma maçã que flutua na água ou pendurada em um cordão; a primeira pessoa a morder a maçã será a próxima a ter permissão para se casar. O morder da maçã foi apropriado no festival celta de Samhain, com as maçãs um sinal de fertilidade e abundância.

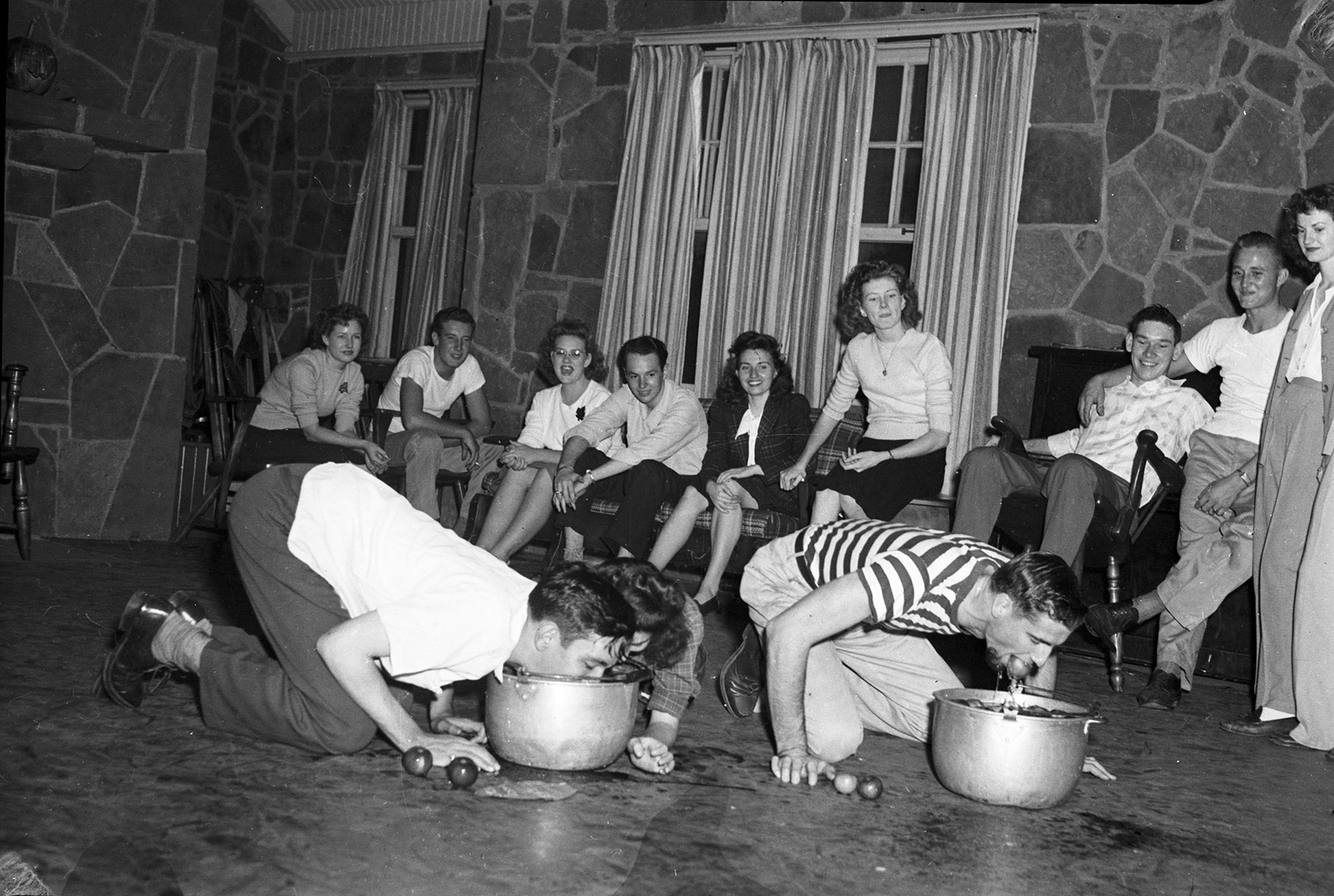
Alunos pegando as maçãs numa bacia em festival agricultural em colégio, no estado de Texas, nos EUA

O costume é mencionado (junto com maçãs suspensas em um fio) na Irlanda do século 18 por Charles Vallancey em seu livro Collectanea de Rebus Hibernicis.
Uma donzela que colocou a maçã que balançou sob o travesseiro disse que sonhava com seu futuro namorado. [7] No Nordeste da Inglaterra, a jogo de pegar maçã é chamada de dookie (ducking) apple.

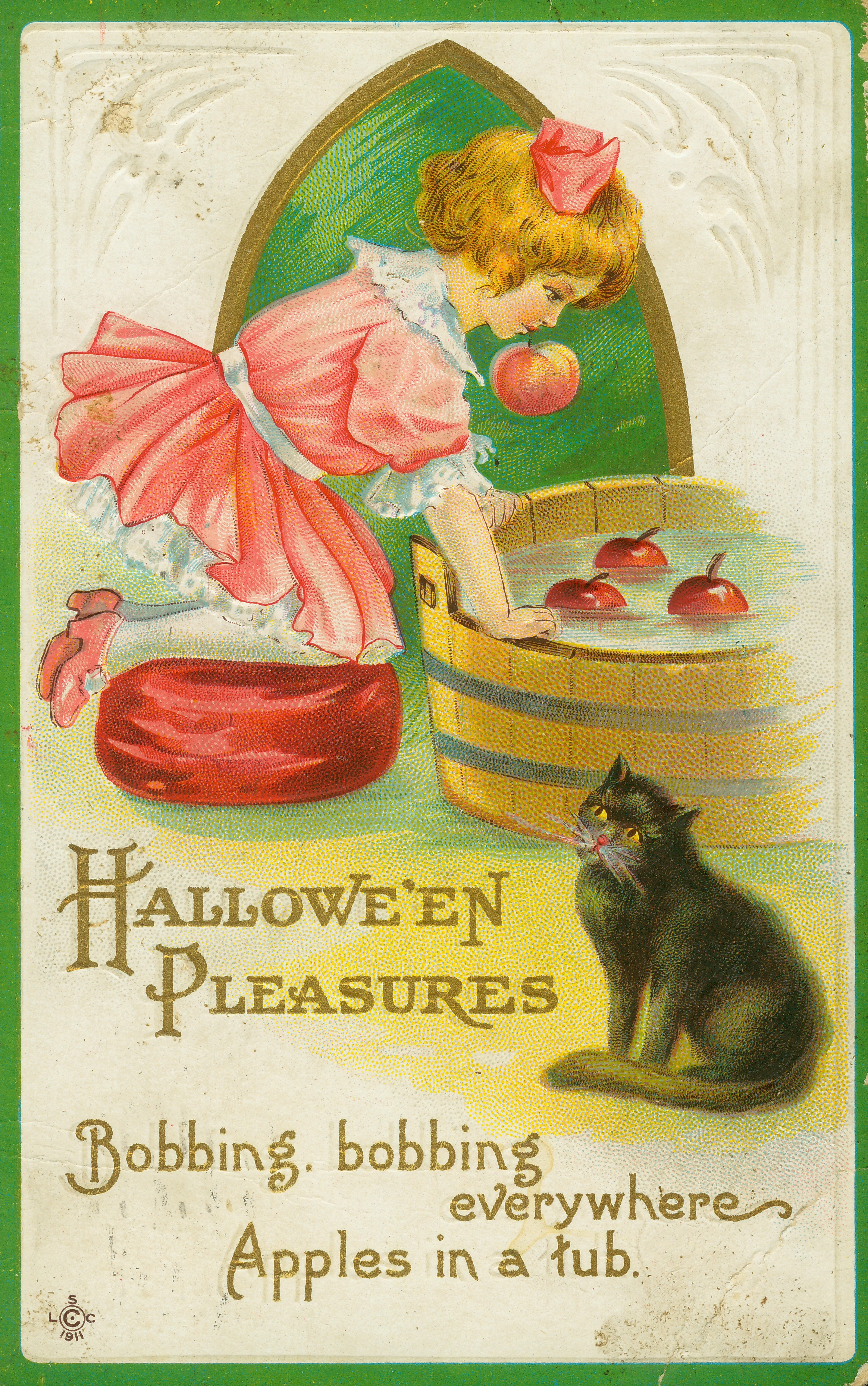
Cartão comemorativo mostrando a menina jogando para pegar a maçã numa bacia cheia de água

## Riscos de saúde
O uso de baldes comunitários, nos quais a saliva e o muco nasal podem entrar em contato com a água, é um fator de risco para a disseminação de patógenos. À luz da pandemia COVID-19, alternativas mais seguras foram propostas, como o uso de tigelas separadas para cada participante.

## Na cultura popular
O romance de mistério de Agatha Christie "A Noite das Bruxas" (Hallowe'en Party), é sobre uma garota, chamada Joyce, que misteriosamente se afogou em uma banheira de maçã.
Em uma breve cena no especial animado de TV de 1966, Charlie Brown e a Grande Abóbora de Halloween, Lucy é a primeira pessoa a participar do jogo em uma festa de Halloween, apenas para ficar cara a cara com Snoopy no processo de pegar um.
No episódio "Scaredy Pants" da série de TV infantil americana, Bob Esponja: Calça Quadrada, o Sr. Siriguejo é mostrado jogando o jogo e pegando um, mas depois engasgando acidentalmente até engoli-lo.
No episódio da 7ª temporada "Costume Contest" de Vida de Escritório (The Office), a alegre mas estúpida recepcionista Erin erroneamente pensa que o objetivo é comer o máximo de maçãs possível enquanto submersa, causando pânico em seus colegas de trabalho que temem que ela esteja se afogando.